# Ichneutica fenwicki
Ichneutica fenwicki là một loài bướm đêm trong họ Noctuidae.